# ایزوفیکس

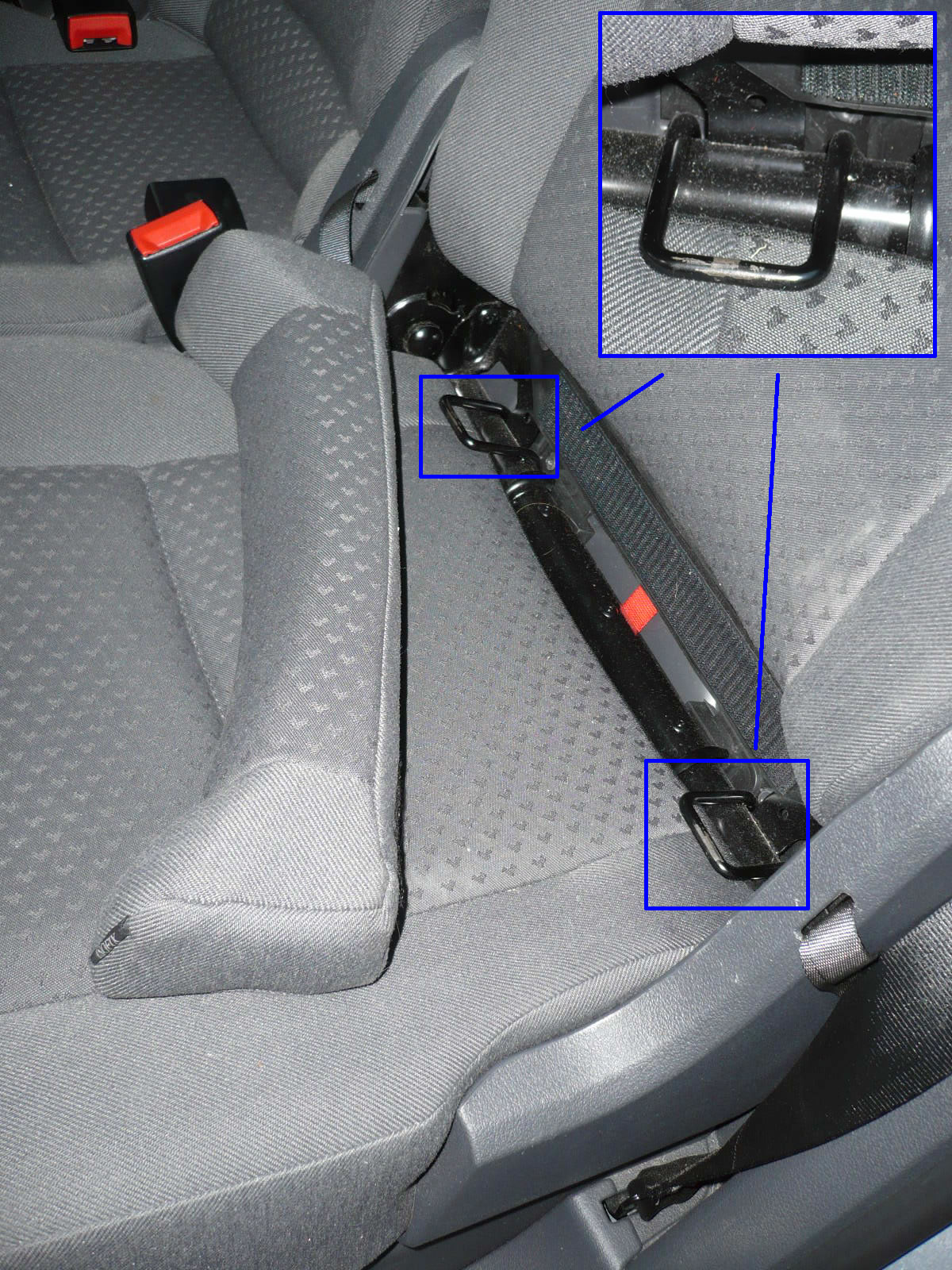
ایزوفیکس، بخش‌های نگهدارنده در زیر پوشش جداشونده در نگاره نشان داده شده است.

ایزوفیکس (به انگلیسی: ISOFIX) یک استاندارد جهانی برای نقاط اتصال صندلی ایمنی کودک در خودرو است. این سامانه نام‌های گوناگون دیگری نیز دارد. برای نمونه در آمریکا با نام LATCH و در کانادا با نام‌های LUAS ،Canfix و UCSSS شناخته می‌شود. 
در ایران، خودروی پژو ۲۰۷ و به تازگی خودروی سورن پلاس، رانا پلاس و تارا دارای این استاندارد می‌باشند. 
ایزوفیکس سازمان جهانی استانداردسازی برای استاندارد ISO 13216 است که بر روی سامانه نگهدارنده صندلی‌های ایمن برای کودکان کار می‌کند.